# Зигмунтув (Люблінське воєводство)
Зигмунтув (пол. Zygmuntów) — село в Польщі, у гміні Рибчевиці Свідницького повіту Люблінського воєводства.
Населення — 93 особи (2011).
У 1975-1998 роках село належало до Люблінського воєводства.

## Демографія
Демографічна структура станом на 31 березня 2011 року:
|          | Загалом | Допрацездатний вік | Працездатний вік | Постпрацездатний вік |
| -------- | ------- | ------------------ | ---------------- | -------------------- |
| Чоловіки | 49      | 3                  | 37               | 9                    |
| Жінки    | 44      | 1                  | 21               | 22                   |
| Разом    | 93      | 4                  | 58               | 31                   |